# کارین کلر شوتر
کارین ماریا کلر شوتر (آلمانی: Karin Keller-Sutter؛ زادهٔ ۲۲ دسامبر ۱۹۶۳) سیاست‌مدار اهل سوئیس است. وی از سال ۲۰۱۹ یکی از اعضای شورای فدرال سوئیس بوده و از ۲۰۲۵ به عنوان رئیس‌جمهور سوئیس خدمت می‌کند.
کلر-شوتر از اعضای لیبرال‌ها است و به عنوان ریاست دپارتمان فدرال دارایی در شورا حضور دارد. وی پیشتر هم میان سال‌های ۲۰۱۱ تا ۲۰۱۹ و همچنین ۲۰۱۷ تا ۲۰۱۸ ریاست شورای فدرال را به عهده داشته است. پس از آن چندین مقام سیاسی در سطح کانتون و شهرداری‌ها را بر عهده گرفت.
در سال ۲۰۲۳ میلادی، کلر-شوتر به عنوان یکی از متنفذترین زنان جهان، در فایننشال تایمز فهرست شد. یکی از مهم‌ترین پرونده‌هایی که موجب شناخته شدن و کسب اعتبار او شد، نقشش در توافق‌نامهٔ میان یو.بی. اس با کردیت سوئیس بود.